# Jan Fischer
Jan Fischer, češki politik, * 2. januar 1951.
Med 8. majem 2009 in 28. junijem 2010 je bil predsednik vlade Češke republike.